# Dracophyllum uniflorum
Dracophyllum uniflorum är en ljungväxtart som beskrevs av Joseph Dalton Hooker. Dracophyllum uniflorum ingår i släktet Dracophyllum och familjen ljungväxter. Utöver nominatformen finns också underarten D. u. frondosum.